# Aphistogoniulus cowani
Espèce
Synonymes
- Spirobolus cowani (Butler, 1882)[2] [3]
- Spirostreptus cowani Butler, 1882[2] [3]
- Trigoniulus sanguinemaculatus Silvestri, 1897[3]

Statut de conservation UICN

 NT  : Quasi menacé
Aphistogoniulus cowani est une espèce de mille-pattes de la famille des Pachybolidae endémique de Madagascar.

## Répartition et habitat
Cette espèce vit dans les forêts tropicales humides de plaine et de montagne dans l'est de Madagascar. Elle est notamment présente dans la forêt d'Ankafina, le parc national de Ranomafana, le parc national d'Andringitra et la réserve spéciale du Pic d'Ivohibe.

## Étymologie
Son nom spécifique, cowani, lui a été donné en l'honneur de William Deans Cowan (1844-1924), missionnaire écossais, qui a collecté le spécimen décrit et qui a rejoint la London Missionary Society à Madagascar de 1874 à 1881.

## Publication originale
- (en) Arthur G Butler, « XXXIII.—Descriptions of some new species of myriopoda of the genus Spirostreptus from Madagascar », Annals and Magazine of Natural History, Londres, Taylor & Francis, vol. 9, no 52,‎ avril 1882 et 1882, p. 328–330 (ISSN 0374-5481, OCLC 1481361, DOI 10.1080/00222938209459043).